# تسمم بالفلورايد
يعتبر الاستهلاك المستمر لكميات كبيرة من أملاح الفلورايد المذابة أمر خطير. إن الجرعة القاتلة من فلوريد الصوديوم (NaF) تتراوح غالباً للشخص البالغ بين 5 إلى 10 غرامات (أي ما يعادل 32-64 ملغم/كغ من وزن الجسم). إن ابتلاع الفلورايد قد يؤدي إلى اضطرابات في الجهاز الهضمي بجرعات أقل ب 15-20 مرة من الجرعة القاتلة للشخص البالغ (أي ما يعادل 0.2-0.3 ملغم/كغ أو 100-150 ملغم لشخص وزنه 50 كغ). وعلى الرغم من اعتباره مفيداً لصحة الأسنان باستعمال كميات قليلة، فالتعرض لهُ بشكل متكرر وبكميات كبيرة يؤدي إلى خلل في تكوين العظام.
من الأمثلة الشائعة فيما يتعلّق بتسمم الفلورايد هو استهلاك المياه الجوفية، والتي تكون غنية بكميات غير اعتيادية من الفلورايد.

## مستويات الفلورايد المثالية
للصحة المثلى عند العناية بالأسنان، منظمة الصحة العالمية أوصت بمستوى فلورايد من 0.5-1.0 ملغم/لتر، بالاعتماد على المناخ.
الآثار السلبية محتملة إذا زادت الجرعة بشكل مبالغ فيه عن هذا المستوى الموصى به. وزارة الصحة والخدمات البشرية في الولايات المتحدة توصي بـ 0.7 ملغم من الفلورايد لكل لتر من الماء، الحد الأدنى الموصى به حاليا هو 0.7-1.2 ملغم/لتر.

## التسمم المزمن

المناطق الجغرافية التي تتواجد فيها المياه الجوفية بنسب فلورايد
تزيد على 1.5 ملغم/لتر، والتي تزيد عن المستوى الملائم
.

في الهند، ما يقارب 60 مليون إصابة بالتسمم بالفلورايد حدثت بسبب مياه الآبار الملوثة بكميات كبيرة من الفلورايد، والتي تتحلل من صخور الغرانيت وتذوب في الماء. الأعراض بالتحديد تظهر جلية في تشوه عظام الأطفال. مثل هذه المشاكل وربما أخطر متوقعة في بلدان أخرى، كالصين وأوزباكستان واثيوبيا.

## التسمم الحاد
تاريخيا، أغلب حالات التسمم الحاد بالفلو ايد كانت تتبع التعرض بشكل لا إرادي لفلوريد الصوديوم (NaF) الموجود في المبيدات الحشرية أو مبيدات القوارض rodenticides.
في المدن المتقدمة، أغلب حالات التعرض للفلورايد هي ناتجة عن ابتلاع منتجات العناية بالأسنان التي تحتوي على الفلورايد. على الرغم من ان التعرض لهذه المنتجات غالبا لا يسببا لتسمم، إلا أنه ووفق الدراسة واحدة فإن 30% من الأطفال الذين تعرضوا لهذه المنتجات بدت عليهم أعراض خفيفة، هناك بعض المصادر الأخرى مثل: مستحضرات الحفر على الزجاج أو مستحضرات الكروم مثل (ثنائي فلورايد الأمونيوم –بيفلوريد الأمونيوم-) و (حمض الهيدروفلوريك-hydrofluoric acid-)
التعرض للتيارات الصناعية المستخدمة في تعزيز حركة المصاهير في المصانع، النشاطات البركانية (على سبيل المثال، لوحظ ذلك على تربية المواشي عام 1845-1846 حين ثارالبركان (هيكلا)، وكذلك في عام 1783-1784 حين اندلعت الفيضاناتا لبازلتية من البركان «لاكي»)، ومنظفات المعادن. الخلل في عملية فلورة المياه حصل عدة مرات أيضا، بما في ذلك حادث ملحوظ في ألاسكا.

## تواجد الفلورايد في الحياة اليومية

### مركبات الفلور العضوية
20% من المستحضرات الصيدلانية الحديثة تحتوي على مادة الفلور، هذه المركّبات لا تعد مصدراً للتسمم بالفلورايد، وذلك لأن الرابطة بين الكربون والفلور رابطةٌ قوية يصعب كسرها وتحرير الفلور منها.

### الفلورايد في معجون الأسنان
أحياناً يعاني الأطفال من ألم في القناة الهضمية بسبب ابتلاع كمية كبيرة من معجون الأسنان المنكّه.
في الفترة ما بين عامي 1990 و 1994، ما يزيد على 628 شخص أغلبهم من الأطفال، تمت معالجتهم بعد ابتلاع كمية كبيرة من معجون الأسنان المحتوي على الفلورايد. «مع أن الأعراض لم تكن خطيرة»، تعتبر الأعراض المتعلقة بالجهاز الهضمي هي الأكثر شيوعاً بين الأعراض.

## الآثار
تمت دراسة الآثار المترتبة على استهلاك كميات من الفلورايد على كونها عاملا ًمؤثرا فيما يلي:

### الدماغ
توصلت تحاليل وصفية تم اجراؤها على 27 دراسة وبائية (أغلبها في الصين)، إلى أن استهلاك كميات كبيرة من الفلورايد في الطفولة كان مصاحبا لتراجع في مستوى الذكاء. أصحاب هذا البحث لاحظوا أن هذه النتائج لا تنطبق على ما يعرف بـ «فلورة الماء الاصطناعية» لأن تدني نسبة الذكاء كان ملاحظاً في تلك الدراسة بوجود كميات أكبر بكثير من تلك الموجودة في المياه المفلورة. على الرغم من ذلك، فقد توصلوا إلى أن المزيد من الدراسات مطلوبة في هذا المجال لتحديد الآثار الرجعية على نمو وتطور الجهاز العصبي عند الأطفال. هذه التحاليل الوصفية تم انتقادها وذلك لفشلها في احتساب عوامل خارجية أخرى. على سبيل المثال، في بعض الدراسات كان التعرض للفلورايد عن طريق حرق فحم يحتوي على نسب عالية من الفلورايد، إلا أنه قد تم استخدام عينة تحكم من منطقة كان الخشب فيها هو مصدر الوقود المستخدم. وفي دراسة أحدث منها تتبعت أشخاص لمدة 38 سنة لتنظر فيما إذا كان التعرض للفلورايد قد أثر على مستوى الذكاء وتوصلوا إلى أن ليس ثمة علاقة بين التعرض للفلورايد ومستوى الذكاء، أو أن يكون الفلورايد من المسممات العصبية.

### العظام
بالرغم من أن استخدام الماء المفلور أدى إلى نسب أقل من كسور العظام بين الأفراد، الا أن المستويات المسممة منه أدت إلى ضعف في العظام وزيادة في كسور الورك والرسغ. مجلس الأبحاث القومي الأمريكي توصل إلى أن الكسور في مستوى فلورايد 1-4 ملغم/لتر، لها علاقة استجابة بالجرعة وتتأثر بمستوى الفلورايد الموجود، لكنها صرحت أنه «متوقع لكن غير كافٍ لتحديد علاقة تربط كون نسبة 2 ملغم/لتر خطيرة أو صحية».:170:
استهلاك كميات أكبر من تلك الموجودة في المياه المفلورة لمدة طويلة من الزمن يسبب «فلورة الهيكل العظمي». في بعض المناطق، بالتحديد شبه القارة الهندية، فلورة الهيكل العظمي هو مرض منتفشٍّ، ومعروف لكونه سببا في اضطرابات الأمعاء وآلام المفاصل. حيث لا تكون هذه الأعراض واضحة سريرياً في مراحلها الباكرة، وقد تشخص على أنها «التهاب المفاصل الروماتيدي السلبي» أو «التهاب الفقار المقسط»
.

### الكلية
تسمم الكِليه بالفلورايد هو ضرر يلحق بالكلى بسبب نسب عالية من الفلورايد في الدم، غالباً بسبب تحرر الفلورايد من العقارات والأدوية التي تحتوي الفلورايد مثل الميثوكسي فلوران.
في ضمن إطار الجرعات المحددة، من غير المتوقع أن تحدث أية أعراض، لكن الجرعات الزائدة بما يزيد عن 12ملغم/يوم فمن المتوقع أن تحدث أعراض رجعية، من المتوقع أن يكون الشخص قد تعاطى جرعات زائدة كهذه إذا كان مستوى الفلورايد بما يقارب 4ملغم/لتر.:281 الأشخاص الذين يعانون من خلل في الكلى هم أكثر عرضة للأعراض الرجعية السلبية.:292
الإصابة في الكلى تتميز بفشل الكلية في تركيز البول، مما يؤدي إلى البوال، وبالتالي الجفاف مع فرط (ارتفاع نسبة) الصوديوم في الدم وفرط الأسمولية.
الفلورايد غير العضوي يثبط عمل «محلقة الأدينيلات» اللازم لعمل هرمون منع إدرار البول الذي يؤثر على النبيب الملفف القاصي في الكلى.
أيضاً، الفلور يحفز توسع الأوعية داخل الكلى، مؤدياً إلى زيادة جريان الدم في اللب الكظري، والذي يؤثر في عملية الجريان العكسي اللازمة لتركيز البول في الكلى.
التسمم الكلوي بالفلورايد يعتمد على الجرعة المأخوذة، بالعادة يتطلب أن يزيد مستوى الفلورايد بالدم عن 50 ميكرومول/لتر (حوالي 1 جزء بالمليون«1ppm») كي يسبب أعراض خطيرة للإخلال بالوظائف الكلوية، والتي تكون غالبا عندما تزيد الجرعة من الميثوكسيفلوران عن 2.5 ماك.ساعة (الماك.ساعة هي وحدة قياس تعبر عن السعة السنخية الصغرى (MAC) لمادة مخدرة مضروبا بالزمن الذي تم فيه اعطاء هذا العقار (المخدر)، أي معيار لقياس كمية المخدر المعطاة).
التخلص من الفلورايد يعتمد على سرعة الترشيح الكبيبي، وهكذا، فالمرضى الذين يعانون من قصور كلوي معرضون لبقاء الفلورايد فترة أطول في الدم قبل التخلص منه، وهذا سيزيد من خطورة الإصابة بالتسمم في الكلى بسبب كميات الفلورايد الزائدة.

### الأسنان
التأثير السلبي الوحيد المقبول للفلورايد بمستويات قريبة من تلك المسخدمة لفلورة المياه هو تبقع الميناء، والذي قد يغير مظهر الأسنان لدى الأطفال خلال فترة نمو الأسنان، هذا الأثر غالبا معتدل وطفيف، وعادة لا يشكل أي اهتمام سوى من الناحية الجمالية. بالمقارنة مع المياه غير المفلورة، عند وجود نسبة فلور مقدرة بـ 1ملغم/لتر فإنه من المقدر إصابة شخص من أصل ستة أشخاص (بنطاق 4-21 شخص) بالتسمم بالفلور، وللإصابة بضرر من الناحية الجمالية فالنسبة المقدرة هي شخص من أصل 22 (بنطاق 13.6 -∞)

### الغدة الدرقية
تأثير الفلورايد المثبط للغدة الدرقية يكون أخطر في حال وجود نقص في اليود، وكان الفلورايد مصاحباً لمستويات قليلة من اليود.
الآثار على الغدة الدرقية في الإنسان تكون بمستويات فلورايد مقاربة من 0.05-0.13 ملغم/كلغم/يوم في حال توافر اليود بكميات كافية، و 0.01-0.03 إذا لم تكن كميات اليود في الجسم كافية.:263 الآلية والآثار المترتبة على نظام الغدد الصماء لا تزال مبهمة.:266

### الآثارعلى الأحياءالمائية
يتجمع الفلورايد في أنسجة العظام للأسماك وفي الهياكل الخارجية للكائنات المائية اللافقارية. الآلية التي يؤثر بها الفلورايد على هذه الكائنات المائية يُعتقد بأنها مرتبطة بعمل الفلورايد كمادة مسممة للأنزيمات. في المياه العذبة التي تحتوي كميات قليلة من الأيونات، قد تعاني اللافقاريات والأسماك فيها من آثار حيوية سلبية بسبب تركيز الفلورايد في المياه إذا ما زاد عن 0.5 ملغم/لتر. الآثار السلبية تكون أقل في المياه العسرة التي تحتوي تراكيز عالية من الأيونات المذابة أو في مياه البحار، لأن قابلية توافر الفلورايد في الأنظمة البيولوجية لتلك الكائنات تكون أقل كلم ازادت عسورة المياه،
مياه البحار تحتوي على الفلورايد بتركيز يصل إلى 1.3 ملغم/لتر.

## الآلية
على غرار سائر المواد الذائبة، مركبات الفلورايد يتم امتصاصه ابسهولة في المعدة والأمعاء، ويتم إفرازها عن طريق البول. تم استخدام تحاليل البول. تحاليل البول استخدمت للتأكد من معدلات الإفراز من أج لتحديد الحدود العليا في التعرض لمركبات الفلورايد والآثار الصحية الضارة المرتبطة بها.
في البداية يقوم الفلورايد المتناول بالتأثي على الغشاء المخاطي للأمعاء، وبالتالي تقوم بتشكيل حمض الهيدروفلوريك في المعدة.
وذكرتقرير المجلس القومي للبحوثNRC أن " العديد من الآثار غير المرغوبة للفلورايد سببهارتشكيل مركبات معقدة من ألمنيوم الفلورايد (AlFx):219هذا الأمر كان معروفاً قديما على أنه مدعاة للقلق. وأشار مجلس البحوث القومي أيضا إلى أن الفئران التي تتعرض للفلورايد لديها ضعف كمية الألمنيوم في الدماغ.:212 وعند غلي الماء المحتوي على (1 جزء من المليون من الفلورايد) في قدر من الألمنيوم فإن كمية أكبر من الألمنيوم يتم ترشيحها وتحررها، كما وتتشكل كميات أكبر من معقدات الألمنيوم والفلورايد. ومع ذلك، وجدت دراسات وبائية أنا لمناطق الغنية بالفلورايد تقل فيها نسبة الإصابة بمرض الزهايمر إلى الخُمس مقارنة بالمناطق ذات نسب الفلورايد المنخفضة. كما وجدت دراسة في عام 2002 أن الفلورايد يزيد إفراز الألمنيوم في البول.